# José Zacarías Tallet
José Zacarías Tallet (Matanzas, 18 de octubre de 1893 - La Habana, 21 de diciembre de 1989) fue un escritor cubano.

## Premios
- Premio Nacional de Literatura, 1984.
- Doctor honoris causa en la Universidad de La Habana.
- Medalla Julius Fučík, por la OIP.
- Orden Félix Varela, de Primer Grado, 1982.

## Obra
- 1951 La semilla estéril, Publicaciones del Ministerio de Educación, La Habana.
- 1969 Órbita de José Zacarías Tallet, Editorial UNEAC, La Habana.
- 1978 Vivo aún, Editorial Letras Cubanas, La Habana.
- 1979 Poesía y Prosa, Editorial Letras Cubanas, La Habana.
- 1983 Curiosidades de la Historia, Editorial Letras Cubanas, La Habana.
- 1985 Evitemos Gazapos y Gazapitos, Editorial Letras Cubanas, La Habana.